# Vezzano sul Crostolo
Vezzano sul Crostolo es un municipio situado en el territorio de la Provincia de Reggio Emilia, en Emilia-Romaña (Italia).

## Demografía
| Gráfica de evolución demográfica de Vezzano sul Crostolo entre 1861 y 2001 |
|                                                                            |
| Fuente ISTAT - elaboración gráfica de Wikipedia                            |